# Marcelo (novela)
Marcelo es el título de una novela escrita por Guillermo Fesser sobre la vida de un barman del Oyster bar de Nueva York, ubicado en la Grand Central Terminal.

## Historia
La novela transita entre la ficción y la biografía de Marcelo Hernández, un barman del Oyster Bar, un bar restaurante ubicado en la estación de ferrocarriles, Grand Central Terminal ubicada en uno de los nudos ferroviarios más transitados de la ciudad de Nueva York. La vida cotidiana del barman con los clientes habituales que se acomodan en el bar en sus mesas habituales mientras esperan la hora del tren para regresar a su casa tras el trabajo es la melodía que estructura una historia de una gran ciudad, Nueva York. Los cambios que se suceden en las vidas de cada cliente entretejen una sucesión de historias que dan vida a la historia de una ciudad cosmopolita y global, una ciudad que impone modas en el resto del mundo.
Los cambios en las modas, tanto en el vestir como en el comer y el beber, los cócteles que prepara Marcelo para cada cliente, evolucionan desde finales de los años 1960 a finales de siglo XX y las dos primeras décadas del siglo XXI. Un recorrido por las vidas de las personas en conversaciones y diálogos mediados por un cóctel, un aperitivo o un bocadillo de ostras. La cultura estadounidense matizada por la multiculturalidad, a través del barman, Marcelo, una persona ecuatoriana que aporta la visión de la cultura latina en la ciudad. Su trabajo le permite ser el confidente de las personas que pasan a tomar una copa para relajar las tensiones cotidianas mientras esperan el tren o mientras negocian un nuevo trabajo. Todas las posibilidades caben a la hora de entrar a tomar algo en el Oyster Bar de Nueva York y Marcelo siempre está abierto al diálogo y a escuchar.
Ya en el año 2008 Guillermo Fesser publicó A cien millas de Manhattan, un libro que se sumerge en que la cultura estadounidense, a través de las historias particulares de personas  anónimas que esconden grandes relatos de vida. Con Marcelo el relato se entreteje sobre las historias de los clientes que conversan habitualmente con el barman para adentrarse en esta ocasión, en la cultura estadounidense y en la cultura latina de los hispanos que viven en Nueva York.